# Azuurzanger
De azuurzanger (Setophaga cerulea, synoniem: Dendroica cerulea) is een zangvogel uit de familie der Parulidae (Amerikaanse zangers).

## Verspreiding en leefgebied
Deze soort komt voor in de centrale en oostelijke Verenigde Staten en overwintert in de bergen van Colombia tot Venezuela en Bolivia.